# Belorepec
Belorèpec ali postójna (znanstveno ime Haliaeetus albicilla), tudi jezerski orel, je ujeda iz družine kraguljev (Accipitridae).

## Opis
Belorepec je velika, čokata ujeda, ki zraste od 69 do 91 cm in ima razpon peruti med 200 in 240 cm. Pri teh pticah, kot pri večini ujed, je samica večja od samca. Značilnost tega orla so široke peruti, zelo kratek klinast rep bele barve (pri odraslih pticah, medtem ko je rep pri mladih pticah enake barve kot telo) in močan rumen kljun. V letu je videti kot deska, saj so krila pa vsej dolžini enako široka, dlanska peresa pa ima, kot veliko orlov, široko razprta. Glavo drži iztegnjeno naprej, tako, da sta dolžina glave in repa približno enaki.
Oglaša se podobno kot sivi galeb, z lajajočim, hripavim »krau«.

## Razširjenost
Razširjen je od severne, vzhodne in južne Evrope proti vzhodu do Kamčatke in Japonske ter v Severni Ameriki. Njegovo življenjsko okolje so morske obale ter bregovi rek in jezer, kjer se hrani pretežno z ribami do teže 8 kg ter vodnimi pticami (race, gosi, labodi, ponirki, čaplje, štorklje, žerjavi, ...). Poleg tega so postojnina hrana tudi razni sesalci (zajci, lisice, ...). Pogosto se hrani tudi z mrhovino.
Gnezdi v gnezdih, ki jih zgradi na drevesih ali na tleh in sicer februarja in marca.

## Zanimivosti
Belorepec naj bi bil, po splošnem prepričanju, ptica, upodobljena v grbu Poljske. Sinonim za belorepca, postojna, je stara slovenska beseda za orla, po kateri je dobilo ime mesto Postojna in se kot motiv pojavi v mestnem grbu.